# Crepitaciones de chocolate

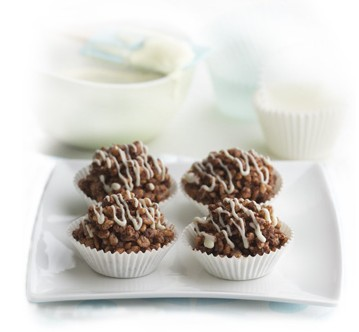
chocolate sprinkles

Las crepitaciones de chocolate, también conocidas como pasteles de burbujas de chocolate, son dulces para los niños en Australia y Nueva Zelanda, especialmente para las fiestas de cumpleaños y fiestas en la escuela. Son similares a los dulces de Rice Krispies. 
Los ingredientes principales son el cereal Rice Bubbles, dándole una textura, y coco rallado, dándole un sabor distinto. El ingrediente obligatorio es el aceite de coco hidrogenado (como la marca Copha), que es sólido en una temperatura ambiente.

## Receta
La receta es relativamente sencilla ya que solo requiere aceite de coco hidrogenado, azúcar, cacao, coco desecado y Rice Bubbles. El aceite hidrogenado se derrite y se combina con los ingredientes secos y porciones de la mezcla se colocan en moldes de cupcake, por lo general en el refrigerador. 
Las variaciones incluyen la adición de pasas, chispas de chocolate, mini-malvaviscos o mantequilla de maní.